# Philologia (часопис)
 Philologia  је научни часопис који излази од 2003. године и бави се питањима филологије.

## О часопису
Philologia је научно-стручни часопис за језик, књижевност и културу отвореног типа. Настао је као серијска публикација удружења грађана Philologia и до 2014. је издато 12 бројева. Први број имао је скоро 20 прилога из области науке о књижевности, лингвистике, методике и дидактике, али и приказа, извештаја о научним скуповима и превода. Штампање првог броја 
омогућио је тада Филолошки факултет Универзитета у Београду.
У сваком броју гласило је украшено фотографијама на одређену тему попут природе, архитектуре, спорта или скулптуре а такав стил задржава до (до сада издатог) дванаестог броја.

### Периодичност излажења
Једном годишње (крајем летњег семестра актуелне академске године).

## Теме
Главне теме часописа су филолошког карактера али и њихових сродних дисциплина. У броју су често заступљени прикази, извештаји, преводи и критике превода а поред тога издање има и своје редовне рубрике које су: 
- Наука о језику
- Методика и дидактика
- Наука о књижевности
- Култура и друштво
- Прикази
- Извештаји
- Преводи и критике превода[3]

## Електронски облик часописа
Удружење грађана издаје истоимени научно-стручни часопис који излази једанпут годишње у електронском формату. На челу часописа налазе се уредник и уређивачки одбор, а досадашња издања у електронском формату могу се погледати на званичном сајту публикације.